# Alpiner Skiweltcup 2016/17
Der Alpine Skiweltcup 2016/17 war die 51. Saison des Alpinen Skiweltcups, der seit 1967 von der FIS ausgetragen wird.
Die Saison begann mit dem Weltcupauftakt vom 22. bis 23. Oktober 2016 in Sölden (Österreich) und endete mit dem Weltcupfinale vom 15. bis 19. März 2017 in Aspen (USA), somit erstmals seit 20 Jahren außerhalb Europas (damals Vail).
Die Alpinen Skiweltmeisterschaften 2017, bei denen keine Weltcuppunkte vergeben wurden, fanden vom 6. bis 19. Februar 2017 in St. Moritz (Schweiz) statt.

## Weltcupwertungen

### Gesamt
| Rang | Name                    | Punkte |
| ---- | ----------------------- | ------ |
| 01.  | Marcel Hirscher         | 1599   |
| 02.  | Kjetil Jansrud          | 0924   |
| 03.  | Henrik Kristoffersen    | 0903   |
| 04.  | Alexis Pinturault       | 0875   |
| 05.  | Felix Neureuther        | 0790   |
| 06.  | Peter Fill              | 0693   |
| 07.  | Aleksander Aamodt Kilde | 0668   |
| 08.  | Dominik Paris           | 0653   |
| 09.  | Manfred Mölgg           | 0580   |
| 10.  | Hannes Reichelt         | 0556   |
| 11.  | Beat Feuz               | 0447   |
| 12.  | Carlo Janka             | 0446   |
| 13.  | Matthias Mayer          | 0442   |
| 14.  | Mathieu Faivre          | 0440   |
| 15.  | André Myhrer            | 0434   |
| 16.  | Erik Guay               | 0430   |
| 17.  | Leif Kristian Haugen    | 0384   |
| 18.  | Michael Matt            | 0382   |
| 19.  | Alexander Choroschilow  | 0372   |
| 20.  | Boštjan Kline           | 0352   |
| 21.  | Stefano Gross           | 0345   |
| 22.  | Adrien Théaux           | 0340   |
| 23.  | Stefan Luitz            | 0338   |
| 23.  | Dave Ryding             | 0338   |
| 25.  | Max Franz               | 0329   |
| 26.  | Travis Ganong           | 0327   |
| 27.  | Victor Muffat-Jeandet   | 0322   |
| 28.  | Vincent Kriechmayr      | 0309   |
| 29.  | Manuel Osborne-Paradis  | 0290   |
| 30.  | Mattias Hargin          | 0270   |
| 31.  | Manuel Feller           | 0266   |
| 32.  | Matts Olsson            | 0264   |
| 33.  | Mauro Caviezel          | 0263   |
| 34.  | Daniel Yule             | 0259   |
| 35.  | Florian Eisath          | 0252   |
| 36.  | Justin Murisier         | 0240   |
| 37.  | Andreas Sander          | 0238   |
| 38.  | Julien Lizeroux         | 0233   |
| 39.  | Aksel Lund Svindal      | 0220   |
| 40.  | Linus Straßer           | 0199   |
| 41.  | Luca De Aliprandini     | 0193   |
| 42.  | Romed Baumann           | 0192   |
| 43.  | Erik Read               | 0190   |
| 44.  | Valentin Giraud Moine   | 0185   |
| 45.  | Philipp Schörghofer     | 0184   |
| 46.  | Luca Aerni              | 0176   |
| 47.  | Josef Ferstl            | 0172   |
| 48.  | Christof Innerhofer     | 0168   |
| 49.  | Žan Kranjec             | 0155   |
| 50.  | Maxence Muzaton         | 0151   |
| 51.  | Cyprien Sarrazin        | 0141   |
| 52.  | Naoki Yuasa             | 0137   |
| 52.  | Johan Clarey            | 0137   |
| 54.  | Niels Hintermann        | 0136   |

| Rang | Name                     | Punkte |
| ---- | ------------------------ | ------ |
| 55.  | Jonathan Nordbotten      | 133    |
| 56.  | Sebastian Foss Solevåg   | 126    |
| 56.  | Patrick Küng             | 126    |
| 58.  | Steve Missillier         | 125    |
| 58.  | Giuliano Razzoli         | 125    |
| 58.  | Jean-Baptiste Grange     | 125    |
| 61.  | Steven Nyman             | 120    |
| 62.  | Blaise Giezendanner      | 118    |
| 63.  | Roland Leitinger         | 116    |
| 64.  | Patrick Thaler           | 111    |
| 65.  | Bryce Bennett            | 109    |
| 66.  | Marco Schwarz            | 107    |
| 67.  | Martin Čater             | 104    |
| 68.  | Thomas Dreßen            | 102    |
| 69.  | Marc Digruber            | 099    |
| 70.  | Guillermo Fayed          | 095    |
| 71.  | Ramon Zenhäusern         | 094    |
| 72.  | Gino Caviezel            | 092    |
| 73.  | Thomas Fanara            | 090    |
| 73.  | David Chodounsky         | 090    |
| 75.  | Filip Zubčić             | 085    |
| 76.  | Christian Walder         | 084    |
| 76.  | Christian Hirschbühl     | 084    |
| 76.  | Adrian Smiseth Sejersted | 084    |
| 79.  | Nils Mani                | 083    |
| 80.  | Loïc Meillard            | 077    |
| 81.  | Kryštof Krýzl            | 075    |
| 82.  | Tommy Ford               | 074    |
| 83.  | Ryan Cochran-Siegle      | 073    |
| 84.  | Thomas Biesemeyer        | 072    |
| 84.  | Frederic Berthold        | 072    |
| 86.  | Ted Ligety               | 071    |
| 87.  | Andrew Weibrecht         | 069    |
| 88.  | Riccardo Tonetti         | 068    |
| 88.  | Dustin Cook              | 068    |
| 90.  | Robin Buffet             | 065    |
| 91.  | Tommaso Sala             | 058    |
| 92.  | Bjørnar Neteland         | 057    |
| 93.  | Štefan Hadalin           | 056    |
| 93.  | Brice Roger              | 056    |
| 95.  | Klaus Kröll              | 055    |
| 96.  | Reto Schmidiger          | 050    |
| 97.  | Christoph Nösig          | 049    |
| 98.  | Jared Goldberg           | 048    |
| 99.  | Roberto Nani             | 043    |
| 100. | Klemen Kosi              | 040    |
| 101. | Adam Žampa               | 039    |
| 102. | Fritz Dopfer             | 036    |
| 103. | Tim Jitloff              | 033    |
| 104. | Marc Gini                | 032    |
| 104. | Elia Zurbriggen          | 032    |
| 106. | Brennan Rubie            | 031    |
| 107. | Kristoffer Jakobsen      | 030    |
| 107. | David Poisson            | 030    |

| Rang | Name                 | Punkte |
| ---- | -------------------- | ------ |
| 109. | Mattia Casse         | 29     |
| 110. | Anton Lahdenperä     | 28     |
| 111. | Urs Kryenbühl        | 27     |
| 112. | Samu Torsti          | 26     |
| 112. | Ralph Weber          | 26     |
| 114. | Marco Odermatt       | 23     |
| 114. | Jung Dong-hyun       | 23     |
| 116. | Benedikt Staubitzer  | 22     |
| 117. | Andreas Žampa        | 21     |
| 118. | Paolo Pangrazzi      | 20     |
| 118. | Otmar Striedinger    | 20     |
| 120. | Werner Heel          | 19     |
| 121. | Patrick Schweiger    | 18     |
| 122. | Simon Maurberger     | 16     |
| 122. | Dominik Stehle       | 16     |
| 124. | Alexander Andrijenko | 15     |
| 124. | Andreas Romar        | 15     |
| 126. | Marcus Monsen        | 14     |
| 126. | Marc Rochat          | 14     |
| 126. | Jens Byggmark        | 14     |
| 129. | Manuel Pleisch       | 13     |
| 129. | Emanuele Buzzi       | 13     |
| 129. | Daniel Meier         | 13     |
| 129. | Armand Marchant      | 13     |
| 133. | Sebastian Holzmann   | 12     |
| 133. | Dominik Schwaiger    | 12     |
| 135. | Stian Saugestad      | 11     |
| 135. | Marcus Sandell       | 11     |
| 137. | Matthieu Bailet      | 10     |
| 137. | Matej Vidović        | 10     |
| 139. | Thomas Tumler        | 09     |
| 139. | Ivica Kostelić       | 09     |
| 141. | Phil Brown           | 08     |
| 141. | Ondřej Berndt        | 08     |
| 141. | Michael Ankeny       | 08     |
| 144. | Philipp Schmid       | 07     |
| 144. | Nicolas Raffort      | 07     |
| 144. | Mark Engel           | 07     |
| 147. | Robby Kelley         | 06     |
| 147. | Istok Rodeš          | 06     |
| 147. | Greg Galeotti        | 06     |
| 147. | Gilles Roulin        | 06     |
| 147. | Daniel Danklmaier    | 06     |
| 147. | Andrea Ballerin      | 06     |
| 153. | Tilen Debelak        | 05     |
| 153. | Rasmus Windingstad   | 05     |
| 153. | AJ Ginnis            | 05     |
| 156. | Sandro Simonet       | 04     |
| 156. | Guglielmo Bosca      | 04     |
| 158. | Marcel Mathis        | 03     |
| 158. | Gian Luca Barandun   | 03     |
| 158. | Felix Monsén         | 03     |
| 158. | Christoph Krenn      | 03     |

| Rang | Name                    | Punkte |
| ---- | ----------------------- | ------ |
| 1.   | Mikaela Shiffrin        | 1643   |
| 2.   | Ilka Štuhec             | 1325   |
| 3.   | Sofia Goggia            | 1197   |
| 4.   | Lara Gut                | 1023   |
| 5.   | Federica Brignone       | 0895   |
| 6.   | Tessa Worley            | 0870   |
| 7.   | Tina Weirather          | 0857   |
| 8.   | Wendy Holdener          | 0692   |
| 9.   | Viktoria Rebensburg     | 0651   |
| 10.  | Petra Vlhová            | 0589   |
| 11.  | Veronika Velez-Zuzulová | 0565   |
| 12.  | Nina Løseth             | 0519   |
| 13.  | Frida Hansdotter        | 0468   |
| 14.  | Marie-Michèle Gagnon    | 0452   |
| 15.  | Nicole Schmidhofer      | 0448   |
| 16.  | Stephanie Venier        | 0434   |
| 17.  | Elena Curtoni           | 0426   |
| 18.  | Marta Bassino           | 0413   |
| 19.  | Lindsey Vonn            | 0411   |
| 20.  | Ragnhild Mowinckel      | 0399   |
| 21.  | Šárka Strachová         | 0394   |
| 22.  | Kajsa Kling             | 0383   |
| 23.  | Bernadette Schild       | 0371   |
| 24.  | Johanna Schnarf         | 0352   |
| 25.  | Laurenne Ross           | 0343   |
| 25.  | Christine Scheyer       | 0343   |
| 27.  | Michelle Gisin          | 0324   |
| 28.  | Michaela Kirchgasser    | 0308   |
| 29.  | Mélanie Meillard        | 0305   |
| 30.  | Manuela Mölgg           | 0289   |
| 31.  | Ricarda Haaser          | 0275   |
| 31.  | Francesca Marsaglia     | 0275   |
| 33.  | Corinne Suter           | 0274   |
| 34.  | Katharina Truppe        | 0260   |
| 35.  | Stephanie Brunner       | 0242   |
| 36.  | Ana Drev                | 0239   |
| 37.  | Nadia Fanchini          | 0216   |
| 38.  | Irene Curtoni           | 0213   |
| 39.  | Ramona Siebenhofer      | 0212   |
| 40.  | Chiara Costazza         | 0206   |
| 41.  | Emelie Wikström         | 0190   |
| 42.  | Lena Dürr               | 0180   |
| 42.  | Jasmine Flury           | 0180   |
| 44.  | Maren Skjøld            | 0177   |
| 45.  | Jacqueline Wiles        | 0176   |
| 46.  | Stacey Cook             | 163    |

| Rang | Name                  | Punkte |
| ---- | --------------------- | ------ |
| 47.  | Adeline Baud-Mugnier  | 160    |
| 48.  | Christina Geiger      | 158    |
| 49.  | Mirjam Puchner        | 155    |
| 50.  | Simone Wild           | 151    |
| 51.  | Maria Therese Tviberg | 150    |
| 52.  | Ana Bucik             | 147    |
| 53.  | Breezy Johnson        | 146    |
| 54.  | Elisabeth Görgl       | 145    |
| 55.  | Coralie Frasse Sombet | 143    |
| 56.  | Denise Feierabend     | 140    |
| 57.  | Elena Fanchini        | 134    |
| 58.  | Cornelia Hütter       | 131    |
| 58.  | Edit Miklós           | 131    |
| 60.  | Tamara Tippler        | 130    |
| 61.  | Resi Stiegler         | 126    |
| 62.  | Maruša Ferk           | 115    |
| 62.  | Joana Hählen          | 115    |
| 62.  | Verena Stuffer        | 115    |
| 65.  | Maria Pietilä Holmner | 112    |
| 66.  | Sara Hector           | 111    |
| 67.  | Priska Nufer          | 110    |
| 68.  | Marina Wallner        | 101    |
| 69.  | Fabienne Suter        | 89     |
| 70.  | Rosina Schneeberger   | 86     |
| 71.  | Anne-Sophie Barthet   | 82     |
| 72.  | Tiffany Gauthier      | 81     |
| 73.  | Erin Mielzynski       | 80     |
| 74.  | Anna Veith            | 78     |
| 75.  | Elisabeth Kappaurer   | 77     |
| 76.  | Valérie Grenier       | 70     |
| 77.  | Ester Ledecká         | 61     |
| 78.  | Romane Miradoli       | 59     |
| 79.  | Alice McKennis        | 51     |
| 79.  | Tina Robnik           | 51     |
| 81.  | Nicol Delago          | 50     |
| 81.  | Julia Grünwald        | 50     |
| 83.  | Rahel Kopp            | 41     |
| 84.  | Maren Wiesler         | 38     |
| 85.  | Marlene Schmotz       | 36     |
| 86.  | Katharina Gallhuber   | 35     |
| 87.  | Nevena Ignjatović     | 30     |
| 87.  | Laurie Mougel         | 30     |
| 87.  | Alex Tilley           | 30     |
| 90.  | Candace Crawford      | 29     |
| 90.  | Camille Rast          | 29     |

| Rang | Name                      | Punkte |
| ---- | ------------------------- | ------ |
| 92.  | Taïna Barioz              | 27     |
| 92.  | Leona Popović             | 27     |
| 94.  | Federica Sosio            | 26     |
| 94.  | Anna Swenn-Larsson        | 26     |
| 94.  | Carmen Thalmann           | 26     |
| 97.  | Martina Dubovská          | 25     |
| 98.  | Kristin Lysdahl           | 24     |
| 98.  | Michaela Wenig            | 24     |
| 100. | Jasmina Suter             | 21     |
| 101. | Megan McJames             | 20     |
| 102. | Laura Gauché              | 19     |
| 102. | Meta Hrovat               | 19     |
| 102. | Elisabeth Willibald       | 19     |
| 105. | Katharina Liensberger     | 18     |
| 106. | Kira Weidle               | 15     |
| 107. | Xenija Alopina            | 14     |
| 107. | Kateřina Pauláthová       | 14     |
| 109. | Patrizia Dorsch           | 13     |
| 109. | Sabrina Maier             | 13     |
| 111. | Katharina Huber           | 11     |
| 112. | Lelde Gasūna              | 09     |
| 113. | Maryja Schkanawa          | 08     |
| 114. | Estelle Alphand           | 07     |
| 114. | Alexandra Coletti         | 07     |
| 114. | Kristine Gjelsten Haugen  | 07     |
| 114. | Barbara Kantorová         | 07     |
| 114. | Jennifer Piot             | 07     |
| 114. | Kristina Riis-Johannessen | 07     |
| 120. | Nastasia Noens            | 06     |
| 120. | Marion Pellissier         | 06     |
| 122. | Eva-Maria Brem            | 05     |
| 122. | Maryna Gąsienica-Daniel   | 05     |
| 122. | Mireia Gutiérrez          | 05     |
| 122. | Emi Hasegawa              | 05     |
| 122. | Pavla Klicnarová          | 05     |
| 122. | Stephanie Resch           | 05     |
| 128. | Anna Hofer                | 04     |
| 128. | Mikaela Tommy             | 04     |
| 130. | Christina Ager            | 03     |
| 130. | Anna Marno                | 03     |
| 130. | Jekaterina Tkatschenko    | 03     |
| 133. | Katarina Lavtar           | 02     |
| 134. | Alexandra Prokopjewa      | 01     |

### Abfahrt
| Rang | Athlet                  | Punkte |
| ---- | ----------------------- | ------ |
| 1    | Peter Fill              | 454    |
| 2    | Kjetil Jansrud          | 431    |
| 3    | Dominik Paris           | 371    |
| 4    | Beat Feuz               | 259    |
| 5    | Erik Guay               | 255    |
| 6    | Hannes Reichelt         | 253    |
| 7    | Carlo Janka             | 240    |
| 8    | Matthias Mayer          | 237    |
| 9    | Adrien Théaux           | 233    |
| 10   | Boštjan Kline           | 230    |
| 11   | Manuel Osborne-Paradis  | 220    |
| 12   | Travis Ganong           | 215    |
| 13   | Aleksander Aamodt Kilde | 178    |
| 14   | Vincent Kriechmayr      | 160    |
| 15   | Aksel Lund Svindal      | 140    |
| 16   | Max Franz               | 139    |
| 17   | Johan Clarey            | 132    |
| 18   | Andreas Sander          | 128    |
| 19   | Romed Baumann           | 118    |
| 20   | Patrick Küng            | 114    |
| 21   | Valentin Giraud Moine   | 106    |
| 22   | Steven Nyman            | 102    |
| 23   | Guillermo Fayed         | 95     |
| 24   | Mauro Caviezel          | 74     |
| 25   | Thomas Dreßen           | 69     |

| Rang | Athletin            | Punkte |
| ---- | ------------------- | ------ |
| 1    | Ilka Štuhec         | 597    |
| 2    | Sofia Goggia        | 460    |
| 3    | Lara Gut            | 360    |
| 4    | Lindsey Vonn        | 280    |
| 5    | Tina Weirather      | 256    |
| 6    | Johanna Schnarf     | 244    |
| 7    | Viktoria Rebensburg | 211    |
| 8    | Nicole Schmidhofer  | 208    |
| 9    | Laurenne Ross       | 204    |
| 10   | Christine Scheyer   | 169    |
| 11   | Kajsa Kling         | 175    |
| 12   | Stephanie Venier    | 157    |
| 13   | Stacey Cook         | 153    |
| 14   | Jacqueline Wiles    | 139    |
| 15   | Corinne Suter       | 128    |
| 16   | Elena Fanchini      | 126    |
| 17   | Ramona Siebenhofer  | 125    |
| 18   | Breezy Johnson      | 119    |
| 19   | Tamara Tippler      | 118    |
| 20   | Edit Miklós         | 108    |
| 21   | Jasmine Flury       | 106    |
| 22   | Verena Stuffer      | 101    |
| 23   | Cornelia Hütter     | 94     |
| 23   | Mirjam Puchner      | 94     |
| 25   | Nadia Fanchini      | 91     |

### Super-G
| Rang | Athlet                   | Punkte |
| ---- | ------------------------ | ------ |
| 1    | Kjetil Jansrud           | 394    |
| 2    | Hannes Reichelt          | 303    |
| 3    | Aleksander Aamodt Kilde  | 299    |
| 4    | Dominik Paris            | 277    |
| 5    | Peter Fill               | 226    |
| 6    | Max Franz                | 190    |
| 7    | Matthias Mayer           | 189    |
| 8    | Beat Feuz                | 187    |
| 9    | Erik Guay                | 175    |
| 10   | Mauro Caviezel           | 135    |
| 11   | Boštjan Kline            | 122    |
| 12   | Christof Innerhofer      | 119    |
| 13   | Josef Ferstl             | 117    |
| 13   | Vincent Kriechmayr       | 117    |
| 15   | Travis Ganong            | 112    |
| 16   | Andreas Sander           | 110    |
| 17   | Adrien Théaux            | 107    |
| 18   | Carlo Janka              | 80     |
| 18   | Aksel Lund Svindal       | 80     |
| 20   | Manuel Osborne-Paradis   | 70     |
| 21   | Dustin Cook              | 68     |
| 21   | Alexis Pinturault        | 68     |
| 23   | Blaise Giezendanner      | 64     |
| 24   | Adrian Smiseth Sejersted | 53     |
| 25   | Marcel Hirscher          | 51     |

| Rang | Athletin            | Punkte |
| ---- | ------------------- | ------ |
| 1    | Tina Weirather      | 435    |
| 2    | Ilka Štuhec         | 430    |
| 3    | Lara Gut            | 300    |
| 4    | Elena Curtoni       | 271    |
| 5    | Stephanie Venier    | 255    |
| 6    | Sofia Goggia        | 240    |
| 6    | Nicole Schmidhofer  | 240    |
| 8    | Federica Brignone   | 222    |
| 9    | Tessa Worley        | 167    |
| 10   | Kajsa Kling         | 156    |
| 11   | Viktoria Rebensburg | 153    |
| 12   | Lindsey Vonn        | 131    |
| 13   | Corinne Suter       | 124    |
| 14   | Christine Scheyer   | 123    |
| 15   | Francesca Marsaglia | 121    |
| 16   | Elisabeth Görgl     | 116    |
| 17   | Laurenne Ross       | 113    |
| 18   | Ricarda Haaser      | 95     |
| 19   | Johanna Schnarf     | 92     |
| 20   | Ragnhild Mowinckel  | 88     |
| 21   | Nadia Fanchini      | 79     |
| 22   | Jasmine Flury       | 74     |
| 23   | Joana Hählen        | 71     |
| 24   | Mikaela Shiffrin    | 70     |
| 25   | Tiffany Gauthier    | 64     |

### Riesenslalom
| Rang | Athlet                | Punkte |
| ---- | --------------------- | ------ |
| 1    | Marcel Hirscher       | 733    |
| 2    | Mathieu Faivre        | 440    |
| 3    | Alexis Pinturault     | 439    |
| 4    | Felix Neureuther      | 370    |
| 5    | Henrik Kristoffersen  | 328    |
| 6    | Leif Kristian Haugen  | 282    |
| 7    | Stefan Luitz          | 281    |
| 8    | Matts Olsson          | 264    |
| 9    | Florian Eisath        | 252    |
| 10   | Philipp Schörghofer   | 184    |
| 11   | Luca De Aliprandini   | 172    |
| 12   | Victor Muffat-Jeandet | 169    |
| 13   | Justin Murisier       | 154    |
| 14   | Žan Kranjec           | 152    |
| 15   | André Myhrer          | 150    |
| 16   | Manuel Feller         | 145    |
| 17   | Cyprien Sarrazin      | 141    |
| 18   | Steve Missillier      | 125    |
| 19   | Roland Leitinger      | 116    |
| 20   | Carlo Janka           | 114    |
| 21   | Manfred Mölgg         | 104    |
| 22   | Gino Caviezel         | 92     |
| 23   | Thomas Fanara         | 90     |
| 24   | Kjetil Jansrud        | 75     |
| 25   | Tommy Ford            | 74     |

| Rang | Athletin              | Punkte |
| ---- | --------------------- | ------ |
| 1    | Tessa Worley          | 685    |
| 2    | Mikaela Shiffrin      | 600    |
| 3    | Sofia Goggia          | 405    |
| 4    | Federica Brignone     | 370    |
| 5    | Lara Gut              | 360    |
| 6    | Marta Bassino         | 354    |
| 7    | Viktoria Rebensburg   | 277    |
| 8    | Ana Drev              | 239    |
| 9    | Manuela Mölgg         | 236    |
| 10   | Ragnhild Mowinckel    | 188    |
| 11   | Petra Vlhová          | 178    |
| 12   | Stephanie Brunner     | 175    |
| 13   | Tina Weirather        | 166    |
| 14   | Nina Løseth           | 157    |
| 15   | Marie-Michèle Gagnon  | 156    |
| 16   | Simone Wild           | 151    |
| 17   | Coralie Frasse Sombet | 141    |
| 18   | Michaela Kirchgasser  | 134    |
| 19   | Francesca Marsaglia   | 113    |
| 20   | Mélanie Meillard      | 110    |
| 21   | Sara Hector           | 106    |
| 22   | Wendy Holdener        | 93     |
| 23   | Adeline Baud-Mugnier  | 86     |
| 24   | Katharina Truppe      | 85     |
| 25   | Irene Curtoni         | 80     |

### Slalom
| Rang | Athlet                 | Punkte |
| ---- | ---------------------- | ------ |
| 1    | Marcel Hirscher        | 735    |
| 2    | Henrik Kristoffersen   | 575    |
| 3    | Manfred Mölgg          | 476    |
| 4    | Felix Neureuther       | 420    |
| 5    | Michael Matt           | 382    |
| 6    | Alexander Choroschilow | 372    |
| 7    | Stefano Gross          | 345    |
| 8    | Dave Ryding            | 338    |
| 9    | André Myhrer           | 284    |
| 10   | Mattias Hargin         | 270    |
| 11   | Daniel Yule            | 259    |
| 12   | Alexis Pinturault      | 257    |
| 13   | Julien Lizeroux        | 233    |
| 14   | Linus Straßer          | 199    |
| 15   | Luca Aerni             | 140    |
| 16   | Naoki Yuasa            | 137    |
| 17   | Jonathan Nordbotten    | 133    |
| 18   | Sebastian Foss Solevåg | 126    |
| 19   | Giuliano Razzoli       | 125    |
| 20   | Jean-Baptiste Grange   | 122    |
| 21   | Manuel Feller          | 121    |
| 22   | Patrick Thaler         | 111    |
| 23   | Marco Schwarz          | 107    |
| 24   | Leif Kristian Haugen   | 102    |
| 25   | Marc Digruber          | 99     |

| Rang | Athletin                | Punkte |
| ---- | ----------------------- | ------ |
| 1    | Mikaela Shiffrin        | 840    |
| 2    | Veronika Velez-Zuzulová | 565    |
| 3    | Wendy Holdener          | 455    |
| 4    | Frida Hansdotter        | 432    |
| 5    | Petra Vlhová            | 411    |
| 6    | Šárka Strachová         | 394    |
| 7    | Nina Løseth             | 362    |
| 8    | Bernadette Schild       | 320    |
| 9    | Chiara Costazza         | 206    |
| 10   | Mélanie Meillard        | 195    |
| 11   | Emelie Wikström         | 188    |
| 12   | Maren Skjøld            | 177    |
| 13   | Katharina Truppe        | 175    |
| 14   | Christina Geiger        | 158    |
| 15   | Marie-Michèle Gagnon    | 152    |
| 16   | Michelle Gisin          | 141    |
| 17   | Ana Bucik               | 139    |
| 18   | Irene Curtoni           | 133    |
| 19   | Lena Dürr               | 130    |
| 20   | Resi Stiegler           | 123    |
| 21   | Marina Wallner          | 101    |
| 22   | Denise Feierabend       | 87     |
| 23   | Erin Mielzynski         | 80     |
| 23   | Maria Pietilä Holmner   | 80     |
| 25   | Adeline Baud-Mugnier    | 74     |

### Alpine Kombination
| Rang | Athlet                  | Punkte |
| ---- | ----------------------- | ------ |
| 1    | Alexis Pinturault       | 111    |
| 2    | Niels Hintermann        | 100    |
| 3    | Aleksander Aamodt Kilde | 92     |
| 4    | Justin Murisier         | 86     |
| 5    | Marcel Hirscher         | 80     |
| 5    | Maxence Muzaton         | 80     |
| 7    | Valentin Giraud Moine   | 79     |
| 8    | Frederic Berthold       | 60     |
| 9    | Victor Muffat-Jeandet   | 58     |
| 10   | Mauro Caviezel          | 54     |
| 11   | Nils Mani               | 51     |
| 12   | Martin Čater            | 44     |
| 13   | Romed Baumann           | 42     |
| 14   | Erik Read               | 40     |
| 15   | Luca Aerni              | 36     |
| 15   | Klemen Kosi             | 36     |
| 17   | Vincent Kriechmayr      | 32     |
| 18   | Bryce Bennett           | 31     |
| 19   | Kryštof Krýzl           | 28     |
| 20   | Ryan Cochran-Siegle     | 26     |
| 21   | Kjetil Jansrud          | 24     |
| 21   | Brennan Rubie           | 24     |
| 23   | Adam Žampa              | 21     |
| 24   | Paolo Pangrazzi         | 20     |
| 25   | Blaise Giezendanner     | 19     |

| Rang | Athletin              | Punkte |
| ---- | --------------------- | ------ |
| 1    | Ilka Štuhec           | 240    |
| 2    | Federica Brignone     | 220    |
| 3    | Wendy Holdener        | 140    |
| 4    | Michaela Kirchgasser  | 105    |
| 5    | Michelle Gisin        | 104    |
| 6    | Mikaela Shiffrin      | 100    |
| 7    | Marie-Michèle Gagnon  | 100    |
| 8    | Sofia Goggia          | 92     |
| 9    | Ragnhild Mowinckel    | 67     |
| 10   | Maruša Ferk           | 67     |
| 11   | Maria Therese Tviberg | 52     |
| 12   | Rosina Schneeberger   | 51     |
| 13   | Ramona Siebenhofer    | 48     |
| 14   | Ricarda Haaser        | 45     |
| 15   | Elisabeth Kappaurer   | 44     |
| 16   | Stephanie Brunner     | 36     |
| 16   | Denise Feierabend     | 36     |
| 18   | Anne-Sophie Barthet   | 32     |
| 18   | Lena Dürr             | 32     |
| 20   | Marta Bassino         | 29     |
| 20   | Elena Curtoni         | 29     |
| 20   | Rahel Kopp            | 29     |
| 23   | Leona Popović         | 27     |
| 24   | Laurenne Ross         | 26     |
| 24   | Federica Sosio        | 26     |

## Podestplatzierungen Herren

### Abfahrt
| Datum      | Ort                          | 1. Platz                                                                                              | 2. Platz                                                                                              | 3. Platz                                                                                              | Rotes Trikot       |
| ---------- | ---------------------------- | --- | --- | --- | ------------------ |
| 26.11.2016 | Lake Louise (CAN)            | Wegen Schneemangels abgesagt, Ersatzrennen am 24. Februar 2017 in Kvitfjell.                          | Wegen Schneemangels abgesagt, Ersatzrennen am 24. Februar 2017 in Kvitfjell.                          | Wegen Schneemangels abgesagt, Ersatzrennen am 24. Februar 2017 in Kvitfjell.                          |                    |
| 02.12.2016 | Beaver Creek (USA)           | Wegen Schneemangels abgesagt, Ersatzrennen am 3. Dezember 2016 in Val-d'Isère.                        | Wegen Schneemangels abgesagt, Ersatzrennen am 3. Dezember 2016 in Val-d'Isère.                        | Wegen Schneemangels abgesagt, Ersatzrennen am 3. Dezember 2016 in Val-d'Isère.                        |                    |
| 03.12.2016 | Val-d’Isère (FRA)            | Kjetil Jansrud                                                                                        | Peter Fill                                                                                            | Aksel Lund Svindal                                                                                    | Beat Feuz          |
| 17.12.2016 | Gröden (ITA)                 | Max Franz                                                                                             | Aksel Lund Svindal                                                                                    | Steven Nyman                                                                                          | Aksel Lund Svindal |
| 28.12.2016 | Santa Caterina (ITA)         | Wegen starken Windes abgesagt und ersatzlos gestrichen.                                               | Wegen starken Windes abgesagt und ersatzlos gestrichen.                                               | Wegen starken Windes abgesagt und ersatzlos gestrichen.                                               | Aksel Lund Svindal |
| 14.01.2017 | Wengen (SUI)                 | Wegen widriger Wetterbedingungen abgesagt, Ersatzrennen am 27. Januar 2017 in Garmisch-Partenkirchen. | Wegen widriger Wetterbedingungen abgesagt, Ersatzrennen am 27. Januar 2017 in Garmisch-Partenkirchen. | Wegen widriger Wetterbedingungen abgesagt, Ersatzrennen am 27. Januar 2017 in Garmisch-Partenkirchen. | Aksel Lund Svindal |
| 21.01.2017 | Kitzbühel (AUT)              | Dominik Paris                                                                                         | Valentin Giraud Moine                                                                                 | Johan Clarey                                                                                          | Dominik Paris      |
| 27.01.2017 | Garmisch-Partenkirchen (GER) | Travis Ganong                                                                                         | Kjetil Jansrud                                                                                        | Peter Fill                                                                                            | Kjetil Jansrud     |
| 28.01.2017 | Garmisch-Partenkirchen (GER) | Hannes Reichelt                                                                                       | Peter Fill                                                                                            | Beat Feuz                                                                                             | Peter Fill         |
| 24.02.2017 | Kvitfjell (NOR)              | Boštjan Kline                                                                                         | Matthias Mayer                                                                                        | Kjetil Jansrud                                                                                        | Kjetil Jansrud     |
| 25.02.2017 | Kvitfjell (NOR)              | Kjetil Jansrud                                                                                        | Peter Fill                                                                                            | Beat Feuz                                                                                             | Kjetil Jansrud     |
| 15.03.2017 | Aspen (USA)                  | Dominik Paris                                                                                         | Peter Fill                                                                                            | Carlo Janka                                                                                           | Peter Fill         |

### Super-G
| Datum      | Ort                  | 1. Platz                                                                           | 2. Platz                                                                           | 3. Platz                                                                           | Rotes Trikot   |
| ---------- | -------------------- | ---------------------------------------------------------------------------------- | ---------------------------------------------------------------------------------- | ---------------------------------------------------------------------------------- | -------------- |
| 27.11.2016 | Lake Louise (CAN)    | Wegen Schneemangels abgesagt, Ersatzrennen am 27. Dezember 2016 in Santa Caterina. | Wegen Schneemangels abgesagt, Ersatzrennen am 27. Dezember 2016 in Santa Caterina. | Wegen Schneemangels abgesagt, Ersatzrennen am 27. Dezember 2016 in Santa Caterina. |                |
| 03.12.2016 | Beaver Creek (USA)   | Wegen Schneemangels abgesagt, Ersatzrennen am 2. Dezember 2016 in Val-d'Isère.     | Wegen Schneemangels abgesagt, Ersatzrennen am 2. Dezember 2016 in Val-d'Isère.     | Wegen Schneemangels abgesagt, Ersatzrennen am 2. Dezember 2016 in Val-d'Isère.     |                |
| 02.12.2016 | Val-d’Isère (FRA)    | Kjetil Jansrud                                                                     | Aksel Lund Svindal                                                                 | Dominik Paris                                                                      | Kjetil Jansrud |
| 16.12.2016 | Gröden (ITA)         | Kjetil Jansrud                                                                     | Aleksander Aamodt Kilde                                                            | Erik Guay                                                                          | Kjetil Jansrud |
| 27.12.2016 | Santa Caterina (ITA) | Kjetil Jansrud                                                                     | Hannes Reichelt                                                                    | Dominik Paris                                                                      | Kjetil Jansrud |
| 20.01.2017 | Kitzbühel (AUT)      | Matthias Mayer                                                                     | Christof Innerhofer                                                                | Beat Feuz                                                                          | Kjetil Jansrud |
| 26.02.2017 | Kvitfjell (NOR)      | Peter Fill                                                                         | Hannes Reichelt                                                                    | Erik Guay                                                                          | Kjetil Jansrud |
| 16.03.2017 | Aspen (USA)          | Hannes Reichelt                                                                    | Dominik Paris                                                                      | Mauro Caviezel Aleksander Aamodt Kilde                                             | Kjetil Jansrud |

### Riesenslalom
| Datum      | Ort                          | Disziplin             | 1. Platz                                                                       | 2. Platz                                                                       | 3. Platz                                                                       | Rotes Trikot                      |
| ---------- | ---------------------------- | --------------------- | ------------------------------------------------------------------------------ | ------------------------------------------------------------------------------ | ------------------------------------------------------------------------------ | --------------------------------- |
| 23.10.2016 | Sölden (AUT)                 | Riesenslalom          | Alexis Pinturault                                                              | Marcel Hirscher                                                                | Felix Neureuther                                                               | Alexis Pinturault                 |
| 04.12.2016 | Beaver Creek (USA)           | Riesenslalom          | Wegen Schneemangels abgesagt, Ersatzrennen am 4. Dezember 2016 in Val-d'Isère. | Wegen Schneemangels abgesagt, Ersatzrennen am 4. Dezember 2016 in Val-d'Isère. | Wegen Schneemangels abgesagt, Ersatzrennen am 4. Dezember 2016 in Val-d'Isère. | Alexis Pinturault                 |
| 04.12.2016 | Val-d’Isère (FRA)            | Riesenslalom          | Mathieu Faivre                                                                 | Marcel Hirscher                                                                | Alexis Pinturault                                                              | Marcel Hirscher Alexis Pinturault |
| 10.12.2016 | Val-d’Isère (FRA)            | Riesenslalom          | Alexis Pinturault                                                              | Marcel Hirscher                                                                | Henrik Kristoffersen                                                           | Alexis Pinturault                 |
| 18.12.2016 | Alta Badia (ITA)             | Riesenslalom          | Marcel Hirscher                                                                | Mathieu Faivre                                                                 | Florian Eisath                                                                 | Marcel Hirscher                   |
| 19.12.2016 | Alta Badia (ITA)             | Parallel-Riesenslalom | Cyprien Sarrazin                                                               | Carlo Janka                                                                    | Kjetil Jansrud                                                                 | Marcel Hirscher                   |
| 07.01.2017 | Adelboden (SUI)              | Riesenslalom          | Alexis Pinturault                                                              | Marcel Hirscher                                                                | Philipp Schörghofer                                                            | Marcel Hirscher                   |
| 29.01.2017 | Garmisch-Partenkirchen (GER) | Riesenslalom          | Marcel Hirscher                                                                | Matts Olsson                                                                   | Stefan Luitz                                                                   | Marcel Hirscher                   |
| 04.03.2017 | Kranjska Gora (SLO)          | Riesenslalom          | Marcel Hirscher                                                                | Leif Kristian Haugen                                                           | Matts Olsson                                                                   | Marcel Hirscher                   |
| 18.03.2017 | Aspen (USA)                  | Riesenslalom          | Marcel Hirscher                                                                | Felix Neureuther                                                               | Mathieu Faivre                                                                 | Marcel Hirscher                   |

### Slalom
| Datum      | Ort                        | Disziplin  | 1. Platz             | 2. Platz          | 3. Platz               | Rotes Trikot                         |
| ---------- | -------------------------- | ---------- | -------------------- | ----------------- | ---------------------- | ------------------------------------ |
| 13.11.2016 | Levi (FIN)                 | Slalom     | Marcel Hirscher      | Michael Matt      | Manfred Mölgg          | Marcel Hirscher                      |
| 11.12.2016 | Val-d’Isère (FRA)          | Slalom     | Henrik Kristoffersen | Marcel Hirscher   | Alexander Choroschilow | Marcel Hirscher                      |
| 22.12.2016 | Madonna di Campiglio (ITA) | Slalom     | Henrik Kristoffersen | Marcel Hirscher   | Stefano Gross          | Marcel Hirscher                      |
| 05.01.2017 | Zagreb (CRO)               | Slalom     | Manfred Mölgg        | Felix Neureuther  | Henrik Kristoffersen   | Marcel Hirscher                      |
| 08.01.2017 | Adelboden (SUI)            | Slalom     | Henrik Kristoffersen | Manfred Mölgg     | Marcel Hirscher        | Marcel Hirscher Henrik Kristoffersen |
| 15.01.2017 | Wengen (SUI)               | Slalom     | Henrik Kristoffersen | Marcel Hirscher   | Felix Neureuther       | Henrik Kristoffersen                 |
| 22.01.2017 | Kitzbühel (AUT)            | Slalom     | Marcel Hirscher      | Dave Ryding       | Alexander Choroschilow | Marcel Hirscher                      |
| 24.01.2017 | Schladming (AUT)           | Slalom     | Henrik Kristoffersen | Marcel Hirscher   | Alexander Choroschilow | Marcel Hirscher                      |
| 31.01.2017 | Stockholm (SWE)            | City Event | Linus Straßer        | Alexis Pinturault | Mattias Hargin         | Marcel Hirscher                      |
| 05.03.2017 | Kranjska Gora (SLO)        | Slalom     | Michael Matt         | Stefano Gross     | Felix Neureuther       | Marcel Hirscher                      |
| 19.03.2017 | Aspen (USA)                | Slalom     | André Myhrer         | Felix Neureuther  | Michael Matt           | Marcel Hirscher                      |

### Alpine Kombination
| Datum      | Ort                  | 1. Platz          | 2. Platz        | 3. Platz                | Rotes Trikot      |
| ---------- | -------------------- | ----------------- | --------------- | ----------------------- | ----------------- |
| 29.12.2016 | Santa Caterina (ITA) | Alexis Pinturault | Marcel Hirscher | Aleksander Aamodt Kilde | Alexis Pinturault |
| 13.01.2017 | Wengen (SUI)         | Niels Hintermann  | Maxence Muzaton | Frederic Berthold       | Alexis Pinturault |

### Gesamtweltcupführende
| Name                           | Von        | Ort               | Disziplin    | Bis          | Ort               | Disziplin    | Anzahl Rennen |
| ------------------------------ | ---------- | ----------------- | ------------ | ------------ | ----------------- | ------------ | ------------- |
| Alexis Pinturault              | 23.10.2016 | Sölden (AUT)      | Riesenslalom | 13.11.2016   | Levi (FIN)        | Slalom       | 1             |
| Marcel Hirscher                | 13.11.2016 | Levi (FIN)        | Slalom       | 03.12.2016   | Val-d’Isère (FRA) | Abfahrt      | 2             |
| Marcel Hirscher Kjetil Jansrud | 03.12.2016 | Val-d’Isère (FRA) | Abfahrt      | 04.12.2016   | Val-d’Isère (FRA) | Riesenslalom | 1             |
| Marcel Hirscher                | 04.12.2016 | Val-d’Isère (FRA) | Riesenslalom | Gesamtsieger | Gesamtsieger      | Gesamtsieger | 32            |

## Podestplatzierungen Damen

### Abfahrt
| Datum      | Ort                          | 1. Platz                                                                                         | 2. Platz                                                                                         | 3. Platz                                                                                         | Rotes Trikot |
| ---------- | ---------------------------- | ------------------------------------------------------------------------------------------------ | ------------------------------------------------------------------------------------------------ | ------------------------------------------------------------------------------------------------ | ------------ |
| 02.12.2016 | Lake Louise (CAN)            | Ilka Štuhec                                                                                      | Sofia Goggia                                                                                     | Kajsa Kling                                                                                      | Ilka Štuhec  |
| 03.12.2016 | Lake Louise (CAN)            | Ilka Štuhec                                                                                      | Lara Gut                                                                                         | Edit Miklós                                                                                      | Ilka Štuhec  |
| 17.12.2016 | Val-d’Isère (FRA)            | Ilka Štuhec                                                                                      | Cornelia Hütter                                                                                  | Sofia Goggia                                                                                     | Ilka Štuhec  |
| 14.01.2017 | Zauchensee (AUT)             | Rennen wegen widriger Wetterbedingungen abgesagt, Ersatzrennen am 15. Januar 2017 in Zauchensee. | Rennen wegen widriger Wetterbedingungen abgesagt, Ersatzrennen am 15. Januar 2017 in Zauchensee. | Rennen wegen widriger Wetterbedingungen abgesagt, Ersatzrennen am 15. Januar 2017 in Zauchensee. | Ilka Štuhec  |
| 15.01.2017 | Zauchensee (AUT)             | Christine Scheyer                                                                                | Tina Weirather                                                                                   | Jacqueline Wiles                                                                                 | Ilka Štuhec  |
| 21.01.2017 | Garmisch-Partenkirchen (GER) | Lindsey Vonn                                                                                     | Lara Gut                                                                                         | Viktoria Rebensburg                                                                              | Ilka Štuhec  |
| 28.01.2017 | Cortina d’Ampezzo (ITA)      | Lara Gut                                                                                         | Sofia Goggia                                                                                     | Ilka Štuhec                                                                                      | Ilka Štuhec  |
| 04.03.2017 | Jeongseon (KOR)              | Sofia Goggia                                                                                     | Lindsey Vonn                                                                                     | Ilka Štuhec                                                                                      | Ilka Štuhec  |
| 15.03.2017 | Aspen (USA)                  | Ilka Štuhec                                                                                      | Lindsey Vonn                                                                                     | Sofia Goggia                                                                                     | Ilka Štuhec  |

### Super-G
| Datum      | Ort                          | 1. Platz       | 2. Platz         | 3. Platz          | Rotes Trikot   |
| ---------- | ---------------------------- | -------------- | ---------------- | ----------------- | -------------- |
| 04.12.2016 | Lake Louise (CAN)            | Lara Gut       | Tina Weirather   | Sofia Goggia      | Lara Gut       |
| 18.12.2016 | Val-d’Isère (FRA)            | Lara Gut       | Tina Weirather   | Elena Curtoni     | Lara Gut       |
| 22.01.2017 | Garmisch-Partenkirchen (GER) | Lara Gut       | Stephanie Venier | Tina Weirather    | Lara Gut       |
| 29.01.2017 | Cortina d’Ampezzo (ITA)      | Ilka Štuhec    | Sofia Goggia     | Anna Veith        | Lara Gut       |
| 25.02.2017 | Crans-Montana (SUI)          | Ilka Štuhec    | Elena Curtoni    | Stephanie Venier  | Tina Weirather |
| 05.03.2017 | Jeongseon (KOR)              | Sofia Goggia   | Lindsey Vonn     | Ilka Štuhec       | Ilka Štuhec    |
| 16.03.2017 | Aspen (USA)                  | Tina Weirather | Ilka Štuhec      | Federica Brignone | Tina Weirather |

### Riesenslalom
| Datum      | Ort                | 1. Platz | 2. Platz | 3. Platz | Rotes Trikot |
| ---------- | ------------------ | --- | --- | --- | ------------ |
| 22.10.2016 | Sölden (AUT)       | Lara Gut | Mikaela Shiffrin                                                                                             | Marta Bassino                                                                                                | Lara Gut     |
| 26.11.2016 | Killington (USA)   | Tessa Worley                                                                                                 | Nina Løseth                                                                                                  | Sofia Goggia                                                                                                 | Tessa Worley |
| 10.12.2016 | Sestriere (ITA)    | Tessa Worley                                                                                                 | Sofia Goggia                                                                                                 | Lara Gut | Tessa Worley |
| 20.12.2016 | Courchevel (FRA)   | Rennen wegen starken Windes nach 19 Fahrerinnen abgebrochen. Ersatzrennen am 27. Dezember 2016 am Semmering. | Rennen wegen starken Windes nach 19 Fahrerinnen abgebrochen. Ersatzrennen am 27. Dezember 2016 am Semmering. | Rennen wegen starken Windes nach 19 Fahrerinnen abgebrochen. Ersatzrennen am 27. Dezember 2016 am Semmering. | Tessa Worley |
| 27.12.2016 | Semmering (AUT)    | Mikaela Shiffrin                                                                                             | Tessa Worley                                                                                                 | Manuela Mölgg                                                                                                | Tessa Worley |
| 28.12.2016 | Semmering (AUT)    | Mikaela Shiffrin                                                                                             | Tessa Worley                                                                                                 | Viktoria Rebensburg                                                                                          | Tessa Worley |
| 07.01.2017 | Maribor (SLO)      | Tessa Worley                                                                                                 | Sofia Goggia                                                                                                 | Lara Gut | Tessa Worley |
| 24.01.2017 | Kronplatz (ITA)    | Federica Brignone                                                                                            | Tessa Worley                                                                                                 | Marta Bassino                                                                                                | Tessa Worley |
| 10.03.2017 | Squaw Valley (USA) | Mikaela Shiffrin                                                                                             | Federica Brignone                                                                                            | Tessa Worley                                                                                                 | Tessa Worley |
| 19.03.2017 | Aspen (USA)        | Federica Brignone                                                                                            | Sofia Goggia                                                                                                 | Marta Bassino                                                                                                | Tessa Worley |

### Slalom
| Datum      | Ort                | Disziplin  | 1. Platz                | 2. Platz                | 3. Platz                        | Rotes Trikot     |
| ---------- | ------------------ | ---------- | ----------------------- | ----------------------- | ------------------------------- | ---------------- |
| 12.11.2016 | Levi (FIN)         | Slalom     | Mikaela Shiffrin        | Wendy Holdener          | Petra Vlhová                    | Mikaela Shiffrin |
| 27.11.2016 | Killington (USA)   | Slalom     | Mikaela Shiffrin        | Veronika Velez-Zuzulová | Wendy Holdener                  | Mikaela Shiffrin |
| 11.12.2016 | Sestriere (ITA)    | Slalom     | Mikaela Shiffrin        | Veronika Velez-Zuzulová | Wendy Holdener                  | Mikaela Shiffrin |
| 29.12.2016 | Semmering (AUT)    | Slalom     | Mikaela Shiffrin        | Veronika Velez-Zuzulová | Wendy Holdener                  | Mikaela Shiffrin |
| 03.01.2017 | Zagreb (CRO)       | Slalom     | Veronika Velez-Zuzulová | Petra Vlhová            | Šárka Strachová                 | Mikaela Shiffrin |
| 08.01.2017 | Maribor (SLO)      | Slalom     | Mikaela Shiffrin        | Wendy Holdener          | Frida Hansdotter                | Mikaela Shiffrin |
| 10.01.2017 | Flachau (AUT)      | Slalom     | Frida Hansdotter        | Nina Løseth             | Wendy Holdener Mikaela Shiffrin | Mikaela Shiffrin |
| 31.01.2017 | Stockholm (SWE)    | City Event | Mikaela Shiffrin        | Veronika Velez-Zuzulová | Nina Løseth                     | Mikaela Shiffrin |
| 11.03.2017 | Squaw Valley (USA) | Slalom     | Mikaela Shiffrin        | Šárka Strachová         | Bernadette Schild               | Mikaela Shiffrin |
| 18.03.2017 | Aspen (USA)        | Slalom     | Petra Vlhová            | Mikaela Shiffrin        | Frida Hansdotter                | Mikaela Shiffrin |

### Alpine Kombination
| Datum      | Ort                 | 1. Platz                                                                                           | 2. Platz                                                                                           | 3. Platz                                                                                           | Rotes Trikot |
| ---------- | ------------------- | -------------------------------------------------------------------------------------------------- | -------------------------------------------------------------------------------------------------- | -------------------------------------------------------------------------------------------------- | ------------ |
| 16.12.2016 | Val-d’Isère (FRA)   | Ilka Štuhec                                                                                        | Michelle Gisin                                                                                     | Sofia Goggia                                                                                       | Ilka Štuhec  |
| 15.01.2017 | Zauchensee (AUT)    | Aufgrund der Verschiebung der Abfahrt abgesagt. Ersatzrennen am 24. Februar 2017 in Crans-Montana. | Aufgrund der Verschiebung der Abfahrt abgesagt. Ersatzrennen am 24. Februar 2017 in Crans-Montana. | Aufgrund der Verschiebung der Abfahrt abgesagt. Ersatzrennen am 24. Februar 2017 in Crans-Montana. | Ilka Štuhec  |
| 24.02.2017 | Crans-Montana (SUI) | Federica Brignone                                                                                  | Ilka Štuhec                                                                                        | Michaela Kirchgasser                                                                               | Ilka Štuhec  |
| 26.02.2017 | Crans-Montana (SUI) | Mikaela Shiffrin                                                                                   | Federica Brignone                                                                                  | Ilka Štuhec                                                                                        | Ilka Štuhec  |

### Gesamtweltcupführende
| Name             | Von        | Ort          | Disziplin    | Bis            | Ort            | Disziplin      | Anzahl Rennen |
| ---------------- | ---------- | ------------ | ------------ | -------------- | -------------- | -------------- | ------------- |
| Lara Gut         | 22.10.2016 | Sölden (AUT) | Riesenslalom | 12.11.2016     | Levi (FIN)     | Slalom         | 1             |
| Mikaela Shiffrin | 12.11.2016 | Levi (FIN)   | Slalom       | Gesamtsiegerin | Gesamtsiegerin | Gesamtsiegerin | 36            |

## Mannschaftswettbewerb
| Datum      | Ort         | 1. Platz                                                             | 2. Platz                                                       | 3. Platz                                                                                  |
| ---------- | ----------- | -------------------------------------------------------------------- | -------------------------------------------------------------- | ----------------------------------------------------------------------------------------- |
| 17.03.2017 | Aspen (USA) | SchwedenFrida Hansdotter Mattias Hargin André Myhrer Emelie Wikström | DeutschlandLena Dürr Stefan Luitz Linus Straßer Marina Wallner | FrankreichAdeline Baud-Mugnier Coralie Frasse Sombet Jean-Baptiste Grange Julien Lizeroux |

## Nationencup
| Rang | Land                   | Punkte |
| ---- | ---------------------- | ------ |
| 1    | Österreich             | 8966   |
| 2    | Italien                | 8407   |
| 3    | Schweiz                | 6292   |
| 4    | Frankreich             | 5285   |
| 5    | Norwegen               | 4932   |
| 6    | Vereinigte Staaten     | 4225   |
| 7    | Deutschland            | 3502   |
| 8    | Schweden               | 2733   |
| 9    | Slowenien              | 2730   |
| 10   | Kanada                 | 1621   |
| 11   | Slowakei               | 1221   |
| 12   | Liechtenstein          | 857    |
| 13   | Tschechien             | 582    |
| 14   | Russland               | 405    |
| 15   | Vereinigtes Königreich | 368    |
| 16   | Japan                  | 142    |
| 17   | Kroatien               | 137    |
| 18   | Ungarn                 | 131    |
| 19   | Finnland               | 52     |
| 20   | Serbien                | 30     |
| 21   | Südkorea               | 23     |
| 22   | Belgien                | 13     |
| 23   | Lettland               | 9      |
| 24   | Belarus                | 8      |
| 25   | Monaco                 | 7      |
| 26   | Andorra                | 5      |
| 26   | Polen                  | 5      |

| Rang | Land                   | Punkte |
| ---- | ---------------------- | ------ |
| 1    | Österreich             | 5048   |
| 2    | Frankreich             | 3668   |
| 3    | Norwegen               | 3589   |
| 4    | Italien                | 3496   |
| 5    | Schweiz                | 2738   |
| 6    | Deutschland            | 2104   |
| 7    | Schweden               | 1243   |
| 8    | Vereinigte Staaten     | 1143   |
| 9    | Kanada                 | 986    |
| 10   | Slowenien              | 772    |
| 11   | Russland               | 387    |
| 12   | Vereinigtes Königreich | 338    |
| 13   | Japan                  | 137    |
| 14   | Kroatien               | 110    |
| 15   | Tschechien             | 83     |
| 16   | Slowakei               | 60     |
| 17   | Finnland               | 52     |
| 18   | Südkorea               | 23     |
| 19   | Belgien                | 13     |

| Rang | Land                   | Punkte |
| ---- | ---------------------- | ------ |
| 1    | Italien                | 4911   |
| 2    | Österreich             | 3918   |
| 3    | Schweiz                | 3554   |
| 4    | Vereinigte Staaten     | 3082   |
| 5    | Slowenien              | 1958   |
| 6    | Frankreich             | 1617   |
| 7    | Schweden               | 1490   |
| 8    | Deutschland            | 1398   |
| 9    | Norwegen               | 1343   |
| 10   | Slowakei               | 1161   |
| 11   | Liechtenstein          | 857    |
| 12   | Kanada                 | 635    |
| 13   | Tschechien             | 499    |
| 14   | Ungarn                 | 131    |
| 15   | Serbien                | 30     |
| 15   | Vereinigtes Königreich | 30     |
| 17   | Kroatien               | 27     |
| 18   | Russland               | 18     |
| 19   | Lettland               | 9      |
| 20   | Belarus                | 8      |
| 21   | Monaco                 | 7      |
| 22   | Andorra                | 5      |
| 22   | Japan                  | 5      |
| 22   | Polen                  | 5      |

## Statistik zu den Rennsiegen
Zwölf Damen teilten sich die 37 Rennsiege. Dabei war Mikaela Shiffrin elfmal erfolgreich, gefolgt von Ilka Štuhec mit sieben und Lara Gut mit fünf Siegen. Debütsiege gab es nebst Štuhec auch für Sofia Goggia und Christine Scheyer. Sowohl Štuhec als auch Goggia zählten zu den Aufsteigerinnen des Jahres: Beide hatten zuvor noch nie eine Podestplatzierung. Štuhec konnte sich zwei Disziplinenwertungen sichern (überhaupt die erste in der Abfahrt für den slowenischen Verband) und zusammen mit Goggia die Ehrenplätze in der Gesamtweltcup-Wertung hinter Shiffrin einnehmen.
18 verschiedene Läufer gewannen die Rennen der Herren, wobei Marcel Hirscher mit 6 vor Kjetil Jansrud und Henrik Kristoffersen mit je 5 und Alexis Pinturault mit 4 die Spitze bilden. Debütsiege gab es für Mathieu Faivre, Niels Hintermann, Boštjan Kline, Michael Matt, Cyprien Sarrazin und Linus Straßer. Auffallend ist, dass sowohl mit Hintermann bei den Schweizer Herren als auch Scheyer bei den Österreicherinnen zwei Debütsieger die einzigen Saisonsiege erzielten.

### Podestplätze der Damen
| Land | Land | 1. | 2. | 3. |
| ---- | ---- | -- | -- | -- |
| 01   | USA  | 12 | 5  | 2  |
| 02   | SLO  | 7  | 2  | 4  |
| 03   | ITA  | 5  | 9  | 11 |
| 04   | SUI  | 5  | 5  | 6  |
| 05   | FRA  | 3  | 3  | 1  |
| 06   | SVK  | 2  | 5  | 1  |
| 07   | LIE  | 1  | 3  | 1  |
| 08   | AUT  | 1  | 2  | 4  |
| 09   | SWE  | 1  | –  | 3  |
| 10   | NOR  | –  | 2  | 1  |
| 11   | CZE  | –  | 1  | 1  |
| 12   | GER  | –  | –  | 2  |
| 13   | HUN  | –  | –  | 1  |

| Land | Land | 1. | 2. | 3. |
| ---- | ---- | -- | -- | -- |
| 1    | SLO  | 4  | –  | 2  |
| 2    | ITA  | 1  | 2  | 2  |
| 3    | USA  | 1  | 2  | 1  |
| 4    | SUI  | 1  | 2  | –  |
| 5    | AUT  | 1  | 1  | –  |
| 6    | LIE  | –  | 1  | –  |
| 7    | GER  | –  | –  | 1  |
| 7    | SWE  | –  | –  | 1  |
| 7    | HUN  | –  | –  | 1  |

| Land | Land | 1. | 2. | 3. |
| ---- | ---- | -- | -- | -- |
| 1    | SUI  | 3  | –  | –  |
| 2    | SLO  | 2  | 1  | 1  |
| 3    | ITA  | 1  | 2  | 3  |
| 4    | LIE  | 1  | 2  | 1  |
| 5    | AUT  | –  | 1  | 2  |
| 6    | USA  | –  | 1  | –  |

| Land | Land | 1. | 2. | 3. |
| ---- | ---- | -- | -- | -- |
| 1    | FRA  | 3  | 3  | 1  |
| 2    | USA  | 3  | 1  | –  |
| 3    | ITA  | 2  | 4  | 5  |
| 4    | SUI  | 1  | –  | 2  |
| 5    | NOR  | –  | 1  | –  |
| 6    | GER  | –  | –  | 1  |

| Land | Land | 1. | 2. | 3. |
| ---- | ---- | -- | -- | -- |
| 1    | USA  | 7  | 1  | 1  |
| 2    | SVK  | 2  | 5  | 1  |
| 3    | SWE  | 1  | –  | 2  |
| 4    | SUI  | –  | 2  | 4  |
| 5    | NOR  | –  | 1  | 1  |
| 5    | CZE  | –  | 1  | 1  |
| 7    | AUT  | –  | –  | 1  |

| Land | Land | 1. | 2. | 3. |
| ---- | ---- | -- | -- | -- |
| 1    | ITA  | 1  | 1  | 1  |
| 1    | SLO  | 1  | 1  | 1  |
| 3    | USA  | 1  | –  | –  |
| 4    | SUI  | –  | 1  | –  |
| 5    | AUT  | –  | –  | 1  |

### Podestplätze der Herren
| Land | Land | 1. | 2. | 3. |
| ---- | ---- | -- | -- | -- |
| 01   | AUT  | 11 | 13 | 4  |
| 02   | NOR  | 10 | 5  | 7  |
| 03   | FRA  | 6  | 4  | 3  |
| 04   | ITA  | 4  | 8  | 6  |
| 05   | GER  | 1  | 3  | 4  |
| 06   | SUI  | 1  | 1  | 5  |
| 07   | SWE  | 1  | 1  | 2  |
| 08   | USA  | 1  | 1  | 1  |
| 09   | SLO  | 1  | –  | –  |
| 10   | GBR  | –  | 1  | –  |
| 11   | RUS  | –  | –  | 3  |
| 12   | CAN  | –  | –  | 2  |

| Land | Land | 1. | 2. | 3. |
| ---- | ---- | -- | -- | -- |
| 1    | ITA  | 2  | 4  | 1  |
| 2    | NOR  | 2  | 2  | 2  |
| 3    | AUT  | 2  | 1  | –  |
| 4    | USA  | 1  | –  | 1  |
| 5    | SLO  | 1  | –  | –  |
| 6    | FRA  | –  | 1  | 1  |
| 7    | SUI  | –  | –  | 3  |

| Land | Land | 1. | 2. | 3. |
| ---- | ---- | -- | -- | -- |
| 1    | NOR  | 3  | 2  | 1  |
| 2    | AUT  | 2  | 2  | –  |
| 3    | ITA  | 1  | 2  | 2  |
| 4    | CAN  | –  | –  | 2  |
| 4    | SUI  | –  | –  | 2  |

| Land | Land | 1. | 2. | 3. |
| ---- | ---- | -- | -- | -- |
| 1    | FRA  | 5  | 1  | 2  |
| 2    | AUT  | 4  | 4  | 1  |
| 4    | NOR  | –  | 2  | 1  |
| 5    | GER  | –  | 1  | 2  |
| 6    | SWE  | –  | 1  | 1  |
| 7    | ITA  | –  | –  | 1  |
| 7    | SUI  | –  | –  | 1  |

| Land | Land | 1. | 2. | 3. |
| ---- | ---- | -- | -- | -- |
| 1    | NOR  | 5  | –  | 1  |
| 2    | AUT  | 3  | 5  | 2  |
| 3    | GER  | 1  | 2  | 2  |
| 3    | ITA  | 1  | 2  | 2  |
| 5    | SWE  | 1  | –  | 1  |
| 6    | GBR  | –  | 1  | –  |
| 6    | FRA  | –  | 1  | –  |
| 8    | RUS  | –  | –  | 3  |

| Land | Land | 1. | 2. | 3. |
| ---- | ---- | -- | -- | -- |
| 1    | FRA  | 1  | 1  | –  |
| 2    | SUI  | 1  | –  | –  |
| 3    | AUT  | –  | 1  | 1  |
| 4    | NOR  | –  | –  | 1  |

## Saisonverlauf
Von allen geplanten Rennen mussten sechs (davon eines nach Abbruch) zu einem anderen Termin nachgetragen und eines (Herrenabfahrt in Santa Caterina) ersatzlos gestrichen werden. Einen weiteren Abbruch gab es in der Damenkombination in Crans-Montana am 24. Februar, als der Super-G nach dem Sturz der ersten drei Läuferinnen gestoppt und später mit verkürztem Start neu begonnen wurde. Trotzdem verzichten drei Läuferinnen des US-Skiteams (Mikaela Shiffrin, Lindsey Vonn und Laurenne Ross) auf die Teilnahme, weil die Verhältnisse wegen des aufgeweichten Schnees nicht sicher gewesen seien.

### Die Entscheidungen in den Weltcupwertungen
Bei den Damen war eine gewisse Vorentscheidung hinsichtlich des Gesamtweltcups schon während der Weltmeisterschaften gefallen, als Lara Gut durch ihre Knieverletzung auf die weitere Teilnahme an den Weltcuprennen verzichten musste. Zu diesem Zeitpunkt hatte Shiffrin 180 Punkte mehr als die Schweizerin. Am 26. Februar konnte Ilka Štuhec dank Rang 3 in Crans-Montana die Kombinationswertung sichern.
Mit dem Ausfall von Veronika Velez-Zuzulová im ersten Durchgang des Slaloms von Squaw Valley am 11. März fiel die Entscheidung im Slalom-Weltcup zugunsten von Shiffrin. Bis auf die Super-G-Wertung bestanden zudem für die jeweils Zweitplatzierten der übrigen Disziplinenwertungen nur noch geringe Chancen. In der Abfahrt hatte Štuhec einen Vorsprung von 97 Punkten auf Sofia Goggia und machte mit ihrem Sieg alles klar. Die nächste und auch knappste Entscheidung fiel im Super-G, in welchem Tina Weirather mit ihrem einzigen Sieg in dieser Saison den 15-Punkte-Rückstand auf Štuhec noch in einen Vorsprung von 5 Punkten umwandelte. Da Štuhec am 17. März ihre Nichtteilnahme am Slalom bekanntgab, war auch die ohnehin nur mehr theoretische Frage nach dem Gesamtweltcupsieg beantwortet. Im letzten Saisonrennen wurde der Riesenslalom-Weltcup entschieden, in welchem Tessa Worley mit 80 Punkten voran gelegen war; die Französin klassierte sich schlussendlich noch um einen Rang vor der Fünftklassierten Shiffrin. Insgesamt konnten sich 134 Damen im Gesamtweltcup-Ranking klassieren.
Nachdem bei den Herren der Kombinations-Weltcup mit nur zwei Rennen bereits am 13. Januar – wie schon im Jahr zuvor – an Alexis Pinturault gegangen war, wurden sowohl der Gesamt- als auch der Riesenslalom- und Slalomweltcup mit den Rennen in Kranjska Gora (4./5. März) entschieden, jener im Super-G sogar eine Woche früher in Kvitfjell, als Kjetil Jansrud dafür Rang 7 genügte. In der letzten Abfahrt sicherte sich Peter Fill mit knappen Vorsprung zum zweiten Mal in Folge die Disziplinenwertung. 153 Herren klassierten sich im Gesamtweltcup-Ranking.

### Neuerung
Es gab eine geänderte Form der Startnummernvergabe in Abfahrten und Super-Gs (inkl. jener, die bei den Alpinen Kombinationen ausgetragen wurden). Die jeweils zehn besten Athleten der Weltcup-Startliste wählten in der Reihenfolge ihres Rankings eine ungerade Nummer von 1 bis 19. Die Athleten, die auf der Weltcup-Startliste die Ränge 11 bis 20 belegten, erhielten eine gerade Nummer von 2 bis 20 zugelost. Eine Auslosung erfolgte auch für die Nummern 21 bis 30, die danach folgenden kamen analog ihrer Weltrangplatzierung an die Reihe.

### Comebacks und Verletzungen
Damen:
- Anna Veith war erstmals bei den Riesenslaloms am Semmering Ende Dezember wieder dabei, gab aber nach den Weltmeisterschaften ihr vorzeitiges Saisonende bekannt.
- Sara Hector (Verletzung am 12. Dezember 2015 in Åre) kam am 7. Januar in Maribor zurück.
- Lindsey Vonn startete (nach ihrer Verletzung in Soldeu und nachdem sie sich beim Training im November einen Handbruch zugezogen hatte) erst wieder am 15. Januar bei der Abfahrt in Zauchensee.
- Viktoria Rebensburg war nach ihrem Trainingssturz Anfang Oktober erst wieder im November in Killington am Start.
- Eva-Maria Brem startete zwar am 22. Oktober in Sölden, jedoch führte ein Trainingssturz eine gute Woche später zu schweren Verletzungen und somit zu ihrem Saisonende. Das ÖSV-Damenteam verkleinerte sich durch weitere Trainingsstürze, und zwar von Carmen Thalmann am 21. November, Cornelia Hütter am 4. Januar und Mirjam Puchner am 8. Februar in St. Moritz.
- Eine rund sechswöchige Rennpause musste Maria Pietilä Holmner nach ihrem Sturz im Riesenslalom am Semmering einlegen; sie kehrte während der Weltmeisterschaften ins Renngeschehen zurück.
- Beim vor der Abfahrt in Zauchensee am 15. Januar angesetzten Trainingslauf stürzten Edit Miklós und Nadia Fanchini schwer und mussten per Helikopter ins Krankenhaus geflogen werden.

Herren:
- Dustin Cook, der sich am 21. Oktober 2015 bei Trainings im Pitztal schwere Knieverletzungen zugezogen hatte, startete (nach dem Auslassen der Saison 2015/16) gleich zu Saisonbeginn, am 23. Oktober in Sölden in den dortigen Riesenslalom, wo er sich aber mit Rang 63 nicht für den zweiten Lauf qualifizierte. Besser lief es ihm in den Super-Gs, wobei ihm schon sein erster Start (2. Dezember in Val d'Isère) Rang 13 einbrachte.
- Die bei der Hahnenkamm-Abfahrt im Januar 2016 schwer gestürzten Rennläufer Aksel Lund Svindal, Georg Streitberger und Hannes Reichelt kehrten in den Weltcup zurück, ebenso der schon im Dezember 2015 in der Gröden-Abfahrt verunglückte Matthias Mayer und Ted Ligety, der am 28. Januar 2016 in Oberjoch im Training gestürzt war. Nach recht guten Resultaten beendeten Streitberger bzw. Svindal die Saison jedoch vorzeitig. Auch Ligety kehrte nach vier Einsätzen in Riesenslaloms bereits im Dezember in die USA zurück.
- Die Rückkehr von Giuliano Razzoli (Sturz beim Hahnenkamm-Slalom) erwies sich als unspektakulär.
- Nur in zwei Rennen (Riesenslalom Sölden mit Rang 27 und Slalom Levi mit Rang 8) war Fritz Dopfer dabei, ehe er wegen eines Schien- und Wadenbeinbruchs bei einem Trainingssturz am 20. November im Zillertal die Saison abbrechen musste.
- Für Kombinationsolympiasieger Sandro Viletta nahm die Saison am 16. Dezember im Weltcup-Super-G in Gröden ein Ende, bevor sie eigentlich für ihn richtig begonnen hatte: Er war nach fast einem Jahr Verletzungspause erst am 2. Dezember beim Super-G in Val d'Isère (Rang 41) wieder zurückgekehrt, und war (mit Start-Nr. 46) unterwegs, als es ihn die Beine auseinanderriss und er daraufhin mit dem Kopf voraus in Richtung Fangnetze schlittere, wobei er einen Riss des Kreuzbandes im rechten Knie erlitt. Er wurde mit dem Hubschrauber abtransportiert. (Bereits 2014 und 2015 war er in Gröden zu Sturz gekommen, wobei er 2014/15 wegen seiner Rückenschmerzen nach Kitzbühel am 23. Januar die Saison nicht zu Ende fuhr, 2015/16 gab er am 18. Dezember auf.)
- Christof Innerhofer wurde während des zur Super-Kombination zählenden Super-Gs in Santa Caterina bei einem Sturz durch die Luft gewirbelt, fuhr dann aber nach kurzer Rennpause im Kitzbüheler Super-G auf den zweiten Rang. Er nahm einen Tag später auch an der Abfahrt teil (Rang 17), doch in der Folge musste er für die weitere Saison «w.o.» geben.
- Sowohl für Steven Nyman (Dritter der Gröden-Abfahrt) als auch für den Abfahrtszweiten von Kitzbühel, Valentin Giraud Moine, wurde die erste der beiden Abfahrten in Garmisch-Partenkirchen (27. Januar) zum Verhängnis, als sie schwer stürzten. Dies bedeutete für sie das Saisonende.
- Frühzeitig zog sich auch der ohnehin gesundheitlich schwer angeschlagen gewesene Marcus Sandell zurück (er bestritt ab 10. Dezember kein Rennen mehr). Riesenslalom-Spezialist Thomas Fanara gab am 6. Dezember bekannt, dass er wegen einer Knieverletzung, die er sich zwei Tage zuvor bei Rang 4 in Val d'Isère zugezogen hatte, keine weiteren Rennen bestreiten werde.

### Erwähnenswertes
- Marcel Hirscher wurde mit dem sechsten Weltcup-Gesamtsieg (dies außerdem in Serie) zum alleinigen Rekordhalter. Sowohl hinsichtlich Podestplätze (107) als auch Zahl aller Weltcup-Kugeln (14) liegt er im Gesamtranking an zweiter Stelle hinter Ingemar Stenmark (155/18). Der von ihm erreichte Vorsprung von 643 Punkten bedeutet zwar persönlichen Rekord, jedoch stellte Hermann Maier mit 743 Punkten 2000/01 die Bestmarke auf. Im Riesenslalom gab es seit seinem schweren Sturz am 6. Februar 2011 in Hinterstoder keinen Ausfall im Weltcup (und auch nicht bei Weltmeisterschaften und Olympischen Spielen); bis auf Rang 16 am 12. Januar 2013 in Adelboden erzielte er keine schlechtere Platzierung als Rang 6.
- Erstmals seit der Saison 1997/98 konnte das österreichische Damenteam in der Nationenwertung nicht Platz 1 belegen.
- Österreichs Damen hatten letztmals in der Saison 1996/97 nur einen Sieg (damals Renate Götschl am 7. Dezember 1996 in Vail) errungen. Außerdem gab es seit 1987/88 erstmals keine Podestplatzierung im Riesenslalom. Zuvor war das schon von 1979/80 bis 1983/84 und 1986/87 im Rahmen der elfjährigen Sieglosigkeit (März 1978 bis Dezember 1989) in dieser Disziplin der Fall gewesen.
- Der Damen-Riesenslalom in Courchevel (20. Dezember) wurde nach 16 Läuferinnen unter- und nach 19 abgebrochen: Vorerst war ein Neubeginn vom Reservestart um 12:30 Uhr vorgesehen, doch ließen die Sturmböen nicht nach. Zu diesem Zeitpunkt gab es eine italienische Doppelführung (Goggia vor Brignone). Eine Verschiebung auf den nächsten Tag war aus Quartiergründen nicht möglich. Lara Gut postete: „Wir sind keine Windsurfer“.[7]
- Tessa Worley war die erste Französin seit Carole Montillet 2002/03 (damals Super-G), die eine Weltcup-Kugel erhielt, und die erste im Riesenslalom seit Carole Merle 1992/93.
- Tina Weirather holte im elften vollen Jahr ihrer Teilnahme im Weltcup mit dem Sieg in der Super-G-Disziplinenwertung erstmals eine Weltcup-Kugel.
- Hatte das italienische Herrenteam bis vor 2015/16 nie eine Abfahrts-Disziplinenwertung für sich entscheiden können, gelang dies nun, außerdem jeweils durch Peter Fill, zweimal hintereinander.
- Nach acht Jahren gab es im Damen-Riesenslalom mit dem Dreifacherfolg der Italienerinnen wieder ein Podium für nur eine Nation, wobei dies den italienischen Damen zum zweiten Mal nach Narvik 1996 (Compagnoni, Panzanini, Kostner) gelang.
- Der Streit mit dem Norwegischen Skiverband wegen eines Kopfsponsorvertrages führte dazu, dass Henrik Kristoffersen an den ersten beiden Saisonrennen (Riesenslalom Sölden, Slalom Levi) nicht teilnahm. Kristoffersen lieferte eine recht bemerkenswerte Saison mit fünf (teilweise deutlichen) Slalomsiegen, doch nebst der Abstinenz in Levi schwächelte er in der Schlussphase der Saison.
- Das Damenabfahrts- und Super-G-Podium am 4./5. März in Jeongseon mit Goggia, Vonn und Štuhec ist bemerkenswert, weil es erstmals seit 18./19. Februar 1989 geschah, dass es an einem Ort zweimal in Folge dieselbe Reihenfolge am Podest gab (damals bei zwei Abfahrten in Lake Louise waren es Michela Figini, Maria Walliser und Michaela Gerg gewesen). Die Abfahrt am 4. März brachte außerdem wegen des Ausfalls der Zeitnahme ein Rätselraten um die mit Nr. 21 und 22 gestarteten Jasmine Flury und Tamara Tippler, was erst nach 25 Minuten korrigiert werden konnte.
- Der zweite Rang von Dave Ryding im Kitzbühel-Slalom ist der erste Podestplatz eines Briten seit dem zweiten Rang von Konrad Bartelski am 13. Dezember 1981 in der Abfahrt von Gröden.
- Mikaela Shiffrin fiel am 3. Januar 2017 in Zagreb erstmals wieder seit dem 29. Dezember 2012 (Semmering) in einem Slalomrennen aus.

### Karriereende
| Herren - Jens Byggmark - Marc Gini - Ivica Kostelić - Klaus Kröll - Anton Lahdenperä - Christoph Nösig - Joachim Puchner - Georg Streitberger - Tobias Stechert | Damen - Elisabeth Görgl - Anna Marno - Tina Maze - Laurie Mougel - Marion Pellissier - Lotte Smiseth Sejersted - Leanne Smith - Šárka Strachová - Fabienne Suter |